# Vance River
Vance River es una localidad de Trinidad y Tobago, que forma parte de la región de Siparia.

## Geografía
La localidad abarca parte de la isla Trinidad y limita al norte con Vessigny, al sur con Cochrane, al este con Sobo Village y Rousillac y al oeste con el golfo de Paria.

## Demografía
Datos demográficos de la localidad de Vance River:
| Gráfica de evolución demográfica de Vance River entre 2000 y 2011 |
|                                                                   |